# Ясениця (притока Грону)
Ясениця (словац. Jasenica) — річка в Словаччині, права притока Грону, протікає в округах Банська Штявниця і Зволен.
Довжина — 23 км.
Витікає з масиву Штявницькі гори біля села Банськи-Студенець на висоті 690 метрів.
Впадає у Грон на біля села Гронска Брезніца на висоті 266 метрів.